# Уэда, Кэнкити
Кэнкити Уэда (яп. 植田謙吉, 8 марта 1875 — 11 сентября 1962) — генерал императорской армии Японии.
Кэнкити Уэда родился в 1875 году в префектуре Осака. В 1898 году он закончил Рикугун сикан гакко, в 1908 — Рикугун дайгакко. Служил в 9-й кавалерийской бригаде 18-й дивизии, затем был переведён в 16-ю дивизию. В 1918 году участвовал в интервенции в Россию, в следующем году получил звание полковника.
В 1923 году Уэда стал командиром полка, в 1924 году произведён в генерал-майоры и стал командовать 3-й кавалерийской бригады, в 1928 году стал генерал-лейтенантом, в 1929—1930 годах возглавлял Гарнизонную армию в Китае. В 1930—1932 годах, будучи командиром 9-й дивизии, Уэда принимал участие в боях с китайскими силами в ходе борьбы с повстанческим движением в Маньчжурии.
29 апреля 1932 года, когда его непосредственный начальник Ёсинори Сиракава был взорван в Шанхае корейским националистом Юн Бонгилем, Уэда потерял ногу, и вернулся в Японию. После этого в 1933—1934 годах он занимал различные посты в Генеральном штабе, включая пост заместителя начальника штаба. В 1932 году Уэда стал командующим Корейской армией, в 1935 получил звание генерала, в 1936—1939 был командующим Квантунской армией. В 1939 году он также занимал пост посла Японии в Маньчжоу-го и был членом Высшего военного совета.
Кэнкити Уэда принадлежал к сторонникам «северного пути», которые считали, что основным противником Японии является СССР. Уэда поддерживал организацию провокаций на границе с СССР и МНР, которые в 1939 году привели к боям на Халхин-голе. В конце 1939 года он был отозван в Японию и принуждён к уходу в отставку.
После отставки Кэнкити Уэда ушёл из общественной жизни, и жил в уединении. Он умер в 1962 году.